# Muntele Borja
Borja (altitudine 1.077 m) este un munte situat în centrul Bosniei și Herțegovinei, între orașul Teslić din Republika Srpska și satul Maslovare. Muntele aparține de Alpii Dinarici. Se întinde înspre sudest - nordvest, iar înspre muntele Uzlomac este împărțit de șaua Solila, prin care trece drumul principal M-4 (Banja Luka - Matuzići - Doboj), care iese la drumul M-17 (prin coridorul Vc). Cea mai mare parte a acestui munte se află în comunele Teslić și Kotor Varoš.
Vârfurile care au peste 1.000 de metri deasupra nivelului mării sunt Runjavica (1.077 m), Pavlov vrh (vârful lui Paul, 1029 m), Komin (1.029 m) și Kuke (1.016 m). Vârfurile lanțului muntos Očauš - Borja - Uzlomac despart bazinul hidrografic al râurilor Bosnia și Vrbas. 
Borja este bogat în comunități dense de păduri de conifere - foioase. Speciile dominante de conifere sunt pinul alb și negru, după care a fost denumit (numele Borja poate fi tradus aproximativ ca „pădure de pin”). Pădurile dense sunt locuite de multe animale sălbatice, inclusiv de mamifere endemice bosniace. 
Muntele este abundent în izvoare și pâraie. Cel mai cunoscut izvor este Hajdučke vode, situat în apropierea centrului de agrement cu același nume. Există o varietate bogată de minerale, dintre care numai cărbunele a fost exploatat. Mina de cărbune a fost deschisă în vremea stăpânirii austro-ungare (1916). A fost închisă în anii 1950. 

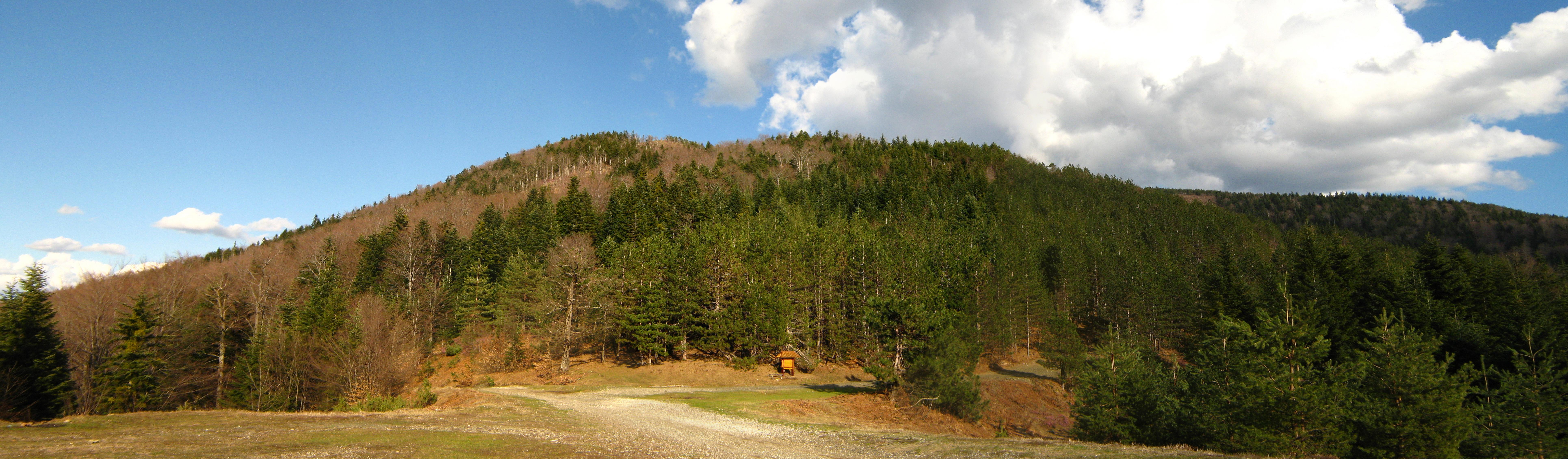
Vedere spre Runjavica, cel mai înalt vârf al muntelui Borja - vedere de pe platoul Solila